# Thomas Thiruthalil
Thomas Thiruthalil CM (* 17. Januar 1936 in Vazhakulam) ist emeritierter Bischof von Balasore.

## Leben
Thomas Thiruthalil trat der Ordensgemeinschaft der Lazaristen bei und empfing am 14. April 1963 die Priesterweihe.
Papst Paul VI. ernannte ihn am 24. Januar 1974 zum Bischof von Berhampur. Der Bischof von Visakhapatnam, Ignatius Gopu MSFS, spendete ihm am 5. Mai desselben Jahres die Bischofsweihe; Mitkonsekratoren waren Hermann Westermann SVD, emeritierter Bischof von Sambalpur, und Ignatius Mummadi, emeritierter Bischof von Guntur.
Papst Johannes Paul II. ernannte ihn am 18. Dezember 1989 zum Bischof von Balasore. Am 9. Dezember 2013 wurde seinem Rücktrittsgesuch durch Papst Franziskus stattgegeben.